# لوه-ویلدناو
لوه-ویلدناو (به آلمانی: Luhe-Wildenau) یک شهر در آلمان است که در Neustadt an der Waldnaab واقع شده‌است. لوه-ویلدناو ۳٬۴۸۰ نفر جمعیت دارد.